# جیسون آرون
جیسون آرون (انگلیسی: Jason Aaron؛ زادهٔ ۲۸ ژانویهٔ ۱۹۷۳) یک نویسنده اهل ایالات متحده آمریکا است.